# Herre som ofta nådelig
Herre som ofta nådelig (tyska: Herr, der du vormals gnädig warst) är en tysk psalm av Cornelius Becker och bygger på psaltaren 85. Psalmen översattes till svenska med titeln Herre som ofta nådelig.

## Publicerad i
- Göteborgspsalmboken under rubriken "Om Fridh och Roligheet".[2]
- Den svenska psalmboken 1694 som nummer 88 under rubriken "Konung Davids Psalmer".
- 1695 års psalmbok som nummer 77 under rubriken "Konung Davids Psalmer".[1]